# Will the Sun Rise?
"Will the Sun Rise?" šesti je singl finskog power metal sastava Stratovarius. Objavila ga je diskografska kuća Victor Entertainment samo u Japanu u lipnju 1996. godine kao drugi singl s petog albuma Episode.

## Popis pjesama
Glazba: Timo Tolkki.
| 1.    | »Will the Sun Rise?«         | Timo Kotipelto            | 5:06 |
| 2.    | »Speed of Light« (uživo)     | Kotipelto                 | 3:23 |
| 3.    | »Will the Sun Rise?« (uživo) | Kotipelto                 | 5:26 |
| 4.    | »Eternity« (uživo)           | Kotipelto                 | 6:33 |
| 5.    | »Father Time« (uživo)        | Kotipelto, Jens Johansson | 6:06 |
| 6.    | »Distant Skies« (uživo)      | Tolkki                    | 4:24 |
| 30:59 |                              |                           |      |

## Zasluge
- Timo Kotipelto – vokali
- Timo Tolkki – gitara
- Jari Kainulainen – bas-gitara
- Jens Johansson – klavijature
- Jörg Michael – bubnjevi